# Ангир (Прибайкальский район)
Анги́р (бур. Ангир) — село в Прибайкальском районе Бурятии. Входит в сельское поселение «Зырянское».

## География
Расположено на правом берегу реки Ангир (левый приток Итанцы), в 2 км восточнее региональной автодороги Р438 (Баргузинский тракт), и к северо-востоку — в 6 км от центра сельского поселения, села Зырянск, в 18 км от районного центра — села Турунтаево.

## История
Впервые упоминается в списке 1735 года Г. Ф. Миллера как деревня Ангырская. В советское время — центральная усадьба колхоза им. Будённого.

## Население
| 2002 | 2010 |
| ---- | ---- |
| 229  | →229 |

## Инфраструктура
Начальная общеобразовательная школа, сельский клуб.

## Экономика
Фермерские и подсобные хозяйства, лесозаготовки.